# Jüngere Deckenschotter
Dieser Artikel wurde wegen inhaltlicher Mängel auf der Qualitätssicherungsseite des Portals Geowissenschaften eingetragen. Dies geschieht, um die Qualität der Artikel im Themengebiet Geowissenschaften zu steigern. Bitte hilf mit, die Mängel zu beseitigen, oder beteilige dich an der Diskussion. (+)

Begründung: Erweiterung --Jonathan Data/Reden/Was mache ich?/Bewerte mich 08:46, 16. Jul. 2016 (CEST)
Der Jüngere Deckenschotter (nach Albrecht Penck) ist eine während der Mindel-Kaltzeit entstandene Flussterrasse.
Penck erkannte erstmals 1882 die Bedeutung von Flussterrassen für die Gliederung des Pleistozäns. Die Jüngeren Deckenschotter bildet heute beispielsweise unterbrochene Wald- und Ackerflächen am Rand einer Flusslandschaft oder einen Schottersaum längs eines Gebirgshanges.